# 拉尚兹
拉尚兹（英語：LaChanze，1961年12月16日—），女，美国演员、歌手、舞者。曾获得托尼奖最佳音乐剧女主角。